# Waltharius
Il Waltharius è un poema epico anonimo della letteratura latina medievale di area germanica, scritto in esametri.

## Trama
In un tempo antico, ai limiti del fiabesco, il sovrano unno Attila muove le sue schiere per conquistare i regni europei di Francia, Borgogna e Aquitania. Non appena il re Gibicone dei Franchi apprende la notizia dell'arrivo degli Unni nei suoi territori, convoca un'assemblea per decidere il da farsi. Il pavido re, non fidandosi della forza dei suoi sudditi, decide di scendere a patti con gli Unni, pagando un tributo e offrendo come ostaggio il giovane guerriero franco Hagen, di sangue troiano.
Gli Unni proseguono la loro marcia nel territorio dei Burgundi e anche il loro re, Eririco, cede alle pressioni degli invasori, pattuendo come aveva fatto Gibicone e consegnando la principessa Hiltgunt come ostaggio. Infine, Attila arriva nel regno di Aquitania e il re Alfere, venuto a conoscenza che due popolazioni tanto potenti come i Franchi e i Burgundi avevano capitolato di fronte alla potenza unna, decide anche lui di pagare un tributo all'invasore e di consegnare il figlio Walther, promesso sposo di Hiltgunt. Alla fine, sottomessi i tre regni, Attila ritorna nella sua reggia in Pannonia, con il tesoro ricevuto dai tributi e gli ostaggi. Nella reggia, Attila educa Hagen e Walther come figli, offrendo loro una degna istruzione nelle arti e nella guerra: i due così arrivano a essere gli imbattibili capi della milizia unna. Hiltgunt, invece, viene istruita dalla regina Ospirin e diventa la sua ancella personale e custode del tesoro unno.
La vita nella reggia unna procede tranquilla, anche se il ricordo del suolo natio è sempre presente nella mente dei tre ostaggi. L'equilibrio raggiunto si rompe quando Gunther, il figlio di Gibicone che gli succede al trono dopo la morte, decide di non pagare più il tributo agli Unni, rompendo così il patto contratto ai tempi del padre. Venuto a sapere della notizia, Hagen, in ossequio alle decisioni del suo nuovo re, scappa dalla Pannonia per ritornare in patria. La regina Ospirin si mostra molto preoccupata del fatto, sospettando che anche Walther avrebbe potuto fare qualcosa di simile, mandando così in rovina l'esercito unno e con esso l'intera Pannonia. Ospirin rende note le sue preoccupazioni ad Attila, suggerendogli di accasare Walther con qualche donna unna. Attila accoglie i consigli della consorte. Tuttavia, Walther dissente perché, sposandosi, avrebbe trascurato i suoi doveri di guerriero con conseguenti svantaggi per l'esercito unno.
Come poco dopo si scopre, le vere ragioni che hanno spinto Walther a rifiutare sono legate al suo rapporto con Hiltgunt e la sua patria: Walther, infatti, tornato da una campagna militare, decide di confermare a Hiltgunt la sua promessa di matrimonio, pur nello sbigottimento della fanciulla. Dopo un discorso finalizzato a chiarire le vere motivazioni di Walther riguardo alla promessa fatta, il guerriero propone alla principessa burgunda un piano di fuga. Dopo aver bardato il loro cavallo Leone con degli scrigni pieni d'oro e scarpe e dopo aver recuperato armature, ami e tutto il necessario per il loro lungo viaggio, Hildgunt si premura di imbandire un lauto banchetto per gli Unni per farli ubriacare e addormentare, così da fuggire nella notte, fra i boschi.
Il piano riesce alla perfezione. Dopo i festeggiamenti gli Unni si risvegliano un po' storditi e vogliono ringraziare Walther per aver organizzato il banchetto, ma non lo trovano. Attila cerca di convincersi che il guerriero sia andato a riposarsi in un luogo recondito e tranquillo, ma nessuno lo trova. Quando la regina Ospirin si rende conto che anche Hiltgunt è sparita, la corte unna concepisce la fuga organizzata dei due ostaggi. Appresa la notizia, Attila impazzisce: non dorme, non mangia, vaga per la città senza meta, è inquieto e insonne, mentre i due ostaggi, con la complicità della notte, si lasciano alle spalle quella terra aliena per ritornare a casa.
Passano quaranta giorni e Walther e Hiltgunt arrivano nei pressi di Worms e si accingono a oltrepassare il Reno grazie a un traghettatore che pagano con dei pesci pescati in precedenza. Attraversato il fiume, i protagonisti si dirigono verso la catena montuosa dei Vosgi, mentre il traghettatore porta i pesci al cuoco della corte franca che li cucina e li offre al re Gunther. Curioso di sapere da dove venissero quei pesci, il re fa chiamare il cuoco che a sua volta chiama il traghettatore che racconta di averli ricevuti da due viandanti. La descrizione del traghettatore fa sobbalzare Hagen, che contento riconosce il suo amico. Gunther, tuttavia, venuto a conoscenza che un presunto unno era entrato nei suoi territori con il tesoro - quello stesso tesoro che era stato sottratto durante il regno del padre Gibicone - mosso da un moto di vendetta e di avarizia, organizza un gruppo di dodici guerrieri (fra cui c'è anche Hagen) per raggiungere Walther e combatterlo, per impadronirsi di tutto l'oro.
Walther e Hitgunt trovano rifugio in un anfratto nei Vosgi e qui si riposano, facendo a turno la guardia. Hiltgunt all'improvviso vede un polverone sollevato da un manipolo di guerrieri e avvisa Walther credendo che gli Unni li avessero raggiunti e volessero per buona misura vendicarsi per il furto e la fuga. Walther rassicura la promessa sposa: sono i Franchi quelli che marciano verso di loro a briglia sciolta, fra cui c'è anche il loro amico Hagen.
Giunto nel territorio dei Vosgi, Gunther manda il guerriero Camalone per farsi consegnare da Walther tutto l'oro, ma restio a questa proposta l'aquitano cerca di contrattare, offrendo solo una parte del tesoro che portava con sé. Gunther pretende però l'intero bottino e ordina a Camalone di attaccare qualora Walther continuasse a non collaborare.
Nel frattempo, Hagen cerca di dissuadere in tutti i modi il suo re dal combattimento: Gunther non conosce l'eccezionale abilità bellica di Walther e andrebbe incontro a sconfitta certa se intraprenderà contro di lui una battaglia. Gunther non ascolta il suo suddito che cerca di persuaderlo più e più volte, confessandogli di aver fatto un sogno premonitore spaventoso: un orso avrebbe ferito gravemente lui e il suo re, amputando loro rispettivamente un occhio e una gamba. Gunther, forse stanco di sentire queste ammonizioni, insulta pesantemente Hagen e la sua stirpe, accusandolo di codardia. Comprendendo che non ci sarebbe stato più nulla da fare, Hagen si tira indietro, isolato su un'altura, sottraendosi all'imminente battaglia.
Dopo aver rifiutato per la seconda volta la contrattazione di Walther, Camalone avvia la battaglia. Da questo momento si susseguono undici battaglie. Le prime cinque (contro Camalone, Scaramondo, Verinardo, Ekifrido e Adavardo) vengono combattute rigorosamente uno contro uno, secondo uno schema ricorsivo, che presenta nome, origine, arma del guerriero, battaglia e morte cruenta. Walther combatte la sesta battaglia contro Patafrido (il nipote di Hagen, figlio della sorella) che uccide e decapita post mortem. Nei seguenti cinque combattimenti (contro Ghervito, Randolfo, Elmnodo, Trogo e Tanasto), i guerrieri franchi, consapevoli della forza immane dell'aquitano, cercano di organizzarsi per attaccarlo tutti insieme con subdole strategie, ma invano. Alla fine dell'undicesimo combattimento, Walther depone le armi e prega vicino ai cadaveri dei caduti in battaglia, affinché possano essere salvati grazie all'intercessione divina.
Gunther vede morire tutti i suoi guerrieri e, in preda al panico, chiede soccorso a Hagen che fino a quel momento si era sottratto dalla battaglia. Vedendo il suo sovrano umiliato, Hagen non sa che cosa fare: combattere a fianco del suo re, fedele al rapporto feudale che li lega, oppure tradire Gunther per non scontrarsi con il suo amico Walther. Dopo molte pressioni da parte di Gunther e trovandosi di fronte i cadaveri dei parenti e degli amici, Hagen cede ed escogita con Gunther una strategia per attaccare Walther.
Lo scontro finale incomincia, anticipato da un alterco fra Walther e Hagen: l'aquitano ricorda i tempi dell'amicizia presso la corte di Attila, ma il franco è indispettito dal fatto che l'amico abbia combattuto lo stesso, nonostante avrebbe potuto benissimo riconoscerlo e tirarsi indietro. I tre combattono e il sogno di Hagen di avvera: Walther amputa una gamba a Gunther e cava un occhio a Hagen. Walther, invece, perde la mano destra a causa di un colpo inferto da Hagen che voleva proteggere il suo re. La battaglia finisce così senza vincitori né vinti. Walther e Hagen tornano di nuovo amici e tutti ritornano in patria. Alla morte di Alfere, Walther sposa Hitgunt e regnerà per trent'anni sul regno di Aquitania.

## La materia di Walther nel Medioevo
Il Waltharius è un'opera complessa, che attinge a più fonti di culture diverse: in esso confluiscono elementi propri delle saghe germaniche, elementi di derivazione classica (soprattutto Virgilio e Prudenzio) ed elementi cristiani (eco e citazioni bibliche). Il risultato di questo ibrido affonda poi le radici in una serie di racconti folklorici germanici di tradizione orale (una sorta di “Waltharilied prototipica”) che si contaminano a vicenda, pur descrivendo sempre Walther come l'eroe semiotico, l'esempio di campione di religiosità e invincibile.
Fra i poemi epici mediolatini, il Waltharius stenta a trovare una sua posizione precisa: esso non è un “epos biblico”, pur essendo la Bibbia una componente fondamentale del poema; non è nemmeno un poema encomiastico, pur affrontando il tema della guerra; non è una semplice saga germanica, in quanto in essa confluiscono elementi pagani (classici e germanici) ma anche cristiani. Il Waltharius è dunque un'opera che si pone al confine di tre universi culturali differenti.
La “materia di Walther” è di origine germanica e la ricostruzione della “Waltharilied prototipica” è del tutto impossibile, in quanto le origini devono essere rintracciate nella cultura popolare trasmessa per via orale.
Possediamo tre versioni germaniche della saga di Walther, anche se con delle differenze significative con la trama del Waltharius: la prima attestazione è un poema anglosassone, il Waldere, che è quello cronologicamente più vicino al Waltharius (secoli IX-X); la seconda attestazione è il Walther, un poema frammentario del secolo XIII, conservato a Graz e a Vienna; la terza attestazione germanica è la “Saga di Teodorico” (þiðrekssaga), un poema nordico del secolo XIII che narra le gesta di Teodorico di Verona.
Accanto a testi specificamente dedicati a Walther, ci sono alcuni testi che citano Walther come personaggio secondario, sia in area germanica sia in area romanza. Questi testi sono: la canzone dei Nibelunghi del secolo XIII, il Biterolf und Dieleib, un anonimo poema eroico scritto in medio alto tedesco a metà del secolo XIII, il Kudrun, un'altra epopea eroica anonima in medio alto tedesco, risalente al secolo XIII. Un testo è invece di area polacca: il Chronicon Poloniae, risalente probabilmente al secolo XII.
In area romanza, il personaggio di Walther è citato nella Chanson de Roland del secolo XI, in cui Walther proviene da Hum, toponimo nel nord della Francia e fa parte dei paladini al seguito di Carlo Magno che vengono annientati nell'imboscata a Roncisvalle, nei Pirenei, da Gano di Maganza, e nella ballata popolare castigliana Asentado està Gàiferos, dove Walther (Gàiferos) è sposato con Melisenda, sottratta dai Mori che partono all'inseguimento dopo il rapimento.

### IlChronicon Novalicense
Un'ultima rilevante attestazione dell'area romanza è il Chronicon Novalicense. Nell'economia del discorso sul Waltharius è importante perché contiene una sezione dedicata specificamente a Walther (qui nominato con il nome Valtario) che decide si farsi monaco in Novalesa, scelta ricorrente fra chi vuole riscattare le proprie colpe. Questa è una caratteristica esclusiva della letteratura romanza del personaggio Walther.
Valtario della Novalesa ha alle spalle due importanti e precisi paralleli: il primo è Ogieri, protagonista di una monacazione in un racconto latino del secolo XI, il secondo è Guglielmo d'Orange, paladino di Carlo Magno che dopo essersi fatto monaco ha fondato un'abbazia.
La parte dedicata a Walther, l'ortolano dell'abbazia inizia con una strofa in distici elegiaci:
| TESTO | TRADUZIONE |
| Vualtarius fortis, quem nullus terruit hostis, colla sup<er>ba domans, victor ad astra volans, vicerat hic totum duplici certamine mundum, insignis bellis, clarior ast meritis. Hunc Boreas rigidus tremuit quoque torridus Indus, ortus et occasus solis eum metuit. Cuius fama suis titulis redimita coruscis, ultra <ca>esareas scandit abhinc aquilas. | Valtario il forte, che nessun nemico spaventò, domando teste superbe, volando vincitore fino alle stelle, proprio lui vinse tutto il mondo con una gara doppia, famoso nelle guerre, ma ancor di più per le virtù. Tremò per lui la fredda Bora e anche il torrido Indo, lo temettero oriente e occidente. E la sua fama, coronata dai suoi brillanti onori, salì da qui oltre le aquile di Cesare. |

Walther, dopo molte battaglie decide di farsi monaco in un monastero con regole molto rigide. Per testare quanto i monaci fossero rigorosi, decide di legare delle campanelle a un bastone che agita durante i suoi pellegrinaggi. Egli, tuttavia, trova sempre monaci distratti che prestano più attenzione al tintinnio che alle Sacre Scritture, finché non arriva in Novalesa: come al solito, agita i campanellini, ma nessun monaco gli presta attenzione, tanto sono intenti nei loro doveri monacali. Solo un bambino si distrae, incuriosito dai campanellini, e per buona risposta un precettore gli assesta uno schiaffo. Walther decide così che la Novalesa è il posto giusto per lui.

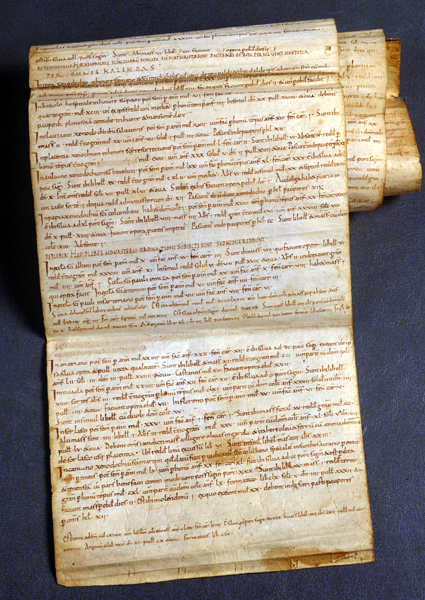
Il Chronicon Novalicense

A un certo punto, l'abate chiede a Walther di sostenere una missione di recupero presso alcuni predoni. L'abate sa benissimo che Walther è una persona coraggiosa e diplomatica e lo incoraggia a partire, senza però attaccare i predoni, cercando solo di contrattare con loro lo scambio del bottino. A Walther viene raccomandato fortemente di non rispondere con la violenza, nemmeno se i predoni dovessero arrivare a umiliarlo.
Walther parte per la missione dopo aver recuperato il suo cavallo, l'unico che potesse soddisfarlo per intraprendere quel viaggio. Giunto dai predoni, viene umiliato come previsto: si deve spogliare e rimane quasi completamente nudo. Quando però i predoni gli intimano di togliersi anche le brache, Walther non riesce a sopportare una così forte umiliazione e attacca i predoni, contraddicendo così gli ordini del suo abate, colpendone alcuni con la coscia di un vitello che pascolava lì vicino. Al suo ritorno in Novalesa, viene fortemente rimproverato dall'abate. Dopo la morte e in seguito all'attacco dei saraceni del secolo X, si perdono le tracce della tomba di Walther e del nipote, fino a che un'anziana vedova di nome Petronilla non rivela il sito preciso del sepolcro dell'eroe monaco.

## IlWaltharius: un'opera enigmatica
Il Waltharius presenta somiglianze proprie della saga originale germanica (la “Waltharilied prototipica” ricostruita), ma anche elementi innovativi, attinenti alla tradizione romanza.
In linea generale, i punti in comune fra Waltharius e i testi della saga germanica di Walther sono così riassumibili:
- Walther è un guerriero dotato di un forte spirito religioso;
- Walther è lo sposo di Hiltgund e figlio di Alfere;
- Walther è il capo dell'esercito di Attila o ha rapporti cordiali con la corte unna.

Due però sono gli elementi che collidono fortemente fra Waltharius e il resto dei testi:
- le modifiche sull'origine geografica dei personaggi (soprattutto per Gunther, che nei poemi germanici è burgundo, mentre nel Waltharius è franco);
- l'importanza significativa data dall'autore del Waltharius al tesoro.

La critica si è interrogata sulle ragioni di questi cambiamenti, cercando di dare loro un significato coerente con l'opera e il contesto storico in cui è stata scritta.
Per lungo tempo, l'interpretazione complessiva del Waltharius è stata ostacolata da diversi fattori (primo fra tutti, l'anonimato) che rendono l'opera un caso clamoroso per l'applicazione dei metodi di ricerca filologica sui testi latini del Medioevo, ma allo stesso tempo ne evidenzia anche i limiti. Ogni recente interpretazione che è stata proposta, soprattutto a cavallo fra il secolo XX e XXI, integra e allo stesso tempo contraddice le precedenti, rendendo la ricerca sul Waltharius affascinante e insieme difficoltosa. Qui di seguito sono esposte tre grandi problematiche, ancora non del tutto risolte, legate all'interpretazione dell'opera: la questione dell'autore, la questione del senso dell'interpretazione generale dell'opera e la questione più strettamente filologica, legata alla tradizione manoscritta.

## L'enigma delWaltharius: la questione autoriale
L'opera ci è giunta anonima e stando allo stato attuale del testo non è possibile risalire all'identità dell'autore. Fino al secolo scorso, il Waltharius è stato attribuito indebitamente al monaco di San Gallo Ekkeardo I, vissuto nel secolo X. Tale ipotesi sarebbe suffragata, secondo Jacob Grimm, dai Casus Sancti Galli (“Le vicende di San Gallo”), una cronaca del monastero proseguita da Ekkeardo IV che sostiene che il suo confratello avesse composto una vita Waltharii manufortis, da lui rivista e corretta, su ordine di Aribo (o Aribone), vescovo di Magonza dal 1026 al 1031. Il passo della cronaca è il seguente:
(Eccardo IV di San Gallo, Cronache di San Gallo, traduzione di Gian Carlo Alessio, 80, p. 199.)
Secondo Jacob Grimm la dichiarazione di immaturità, l'idea di aver realizzato un esperimento scolastico, la svalutazione della componente germanica e l'esaltazione dell'ideale monastico sono perfettamente coerenti con il finale del poema e l'epiteto Manufortis rimanderebbe alla dextera fortis di Walther.
In realtà, la proposta di Grimm, a ben guardare, è avventata. In primo luogo, il topos della modestia è ricorrente in molte opere, medievali e classiche. In secondo luogo, l'opera non ha l'intenzione, come spesso si è creduto, di svalutare l'ideale germanico a favore dell'ideale monastico. La petizione di principio che nel Waltharius vi sia una soggiacente opposizione fra l'ideale cristiano e l'ideale germanico non è provata in nessun luogo del testo: al contrario, è ben evidente come in più punti l'autore mostri di possedere la conoscenza di un sostrato germanico, di cui fa un uso consapevole. Infine, il fatto che Ekkeardo I abbia scritto una vita metrice (“vita in versi”) non significa che sia l'autore di un poema metrico in esametri e il riferimento a manufortis allude all'epiteto fortis del cavaliere cristiano Valtario nei distici elegiaci del Chronicon Novalicense (cap. VII). È possibile che durante il loro breve soggiorno nella città di Breme, in Lomellina, i monaci della Novalesa fossero venuti a conoscenza di questa presunta vita Walthari Ekkeardo auctore e che sia così confluita nel Chronicon.

### Il prologo di Geraldo
Alcuni manoscritti di area francese settentrionale possiedono un prologo, comunemente chiamato “Prologo di Geraldo”, di venti versi.
Questo misterioso Geraldo sarebbe il magister scholarum di San Gallo nell'850, per il quale il giovane Ekkeardo I avrebbe composto il poema. Geraldo avrebbe poi dedicato il poema all'arcivescovo Ercambaldo di Strasburgo, inserendovi il prologo. In alternativa, Geraldo potrebbe essere l'allievo di Notkero Balbulo, attivo intorno al 980. L'identificazione di Ercambaldo è invece difficile: Geraldo e Ercambaldo, nel Medioevo di area germanofona, erano nomi comuni e vi sono ricorrenze frequenti di monaci e vescovi con questi nomi: in ogni epoca poteva esserci un potenziale autore di nome Geraldo e un potenziale destinatario di nome Ercambaldo.
Questa “ipotesi Geraldo” è suffragata, ancora una volta, dall'esaltazione monastica e dei valori cristiani che si intravedono nel Waltharius a scapito della cultura germanica che verrebbe parodiata. Significativo, a proposito, è il verso 17 del prologo (Ludendum magis est dominum quam sit rogitandum: “bisogna divertirsi più che dover pregare il Signore”): il verbo ludo segnala il poema come un'opera d'evasione, disimpegnata, atta solo al divertimento di un monaco.
Infine, anche se si ammettesse questa possibilità per la paternità dell'opera, lo stile del prologo non è conforme al resto del poema. Un'attenta analisi stilistica può ben evidenziare che la struttura dei versi del prologo e di quelli dell'Waltharius è sostanzialmente diversa, indice del fatto che il prologo sia di un altro autore e che il prologo sia in realtà un'interpolazione.

## L'enigma delWaltharius: problemi interpretativi
È evidente che l'anonimato dell'opera è stato un ostacolo non indifferente per riuscire a capire il senso generale dell'opera e per lungo tempo (fino alle recenti resistenze del secolo scorso) la tesi di Grimm sull'attribuzione del Waltharius a Ekkeardo I ha avuto il sopravvento, ma è riuscita a fondare un caposaldo della letteratura latina medievale di area germanica su basi, come si è visto, tutt'altro che inoppugnabili e alquanto discutibili.
La questione autoriale trascina con sé una serie di problemi interpretativi difficilmente spiegabili attribuendo il Waltharius al secolo X. A partire dagli ultimi decenni del secolo XX, sono state proposte alcune teorie alternative alla tesi di Grimm, atte a spiegare il senso complessivo di un'opera così complessa che sfugge a qualsiasi possibilità di interpretazione univoca, in mancanza di datazione e autore certi.

### La tesi di Werner

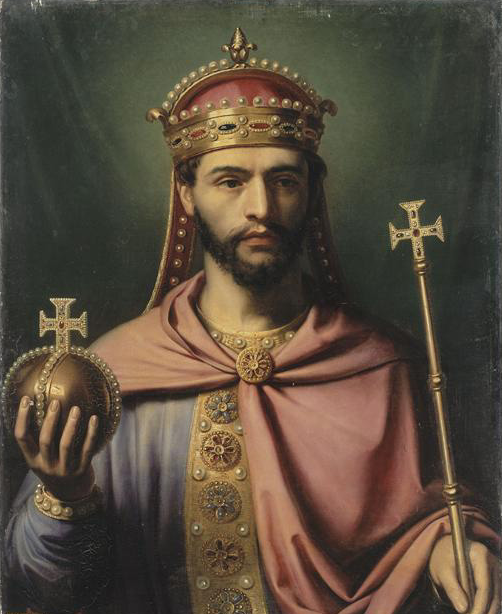
Ludovico I detto il Pio, opera di Jean-Joseph Dassy, Reggia di Versailles, 1837

Secondo Karl Ferdinand Werner, l'opera ha evidenti riferimenti con l'epoca ludoviciana (post 814, anno della morte di Carlo Magno). L'opera viene così retrodatata al secolo IX, contrariamente alla tesi a lungo proposta del secolo X: un'epoca in cui non c'è nessun entusiasmo per la guerra, ma al contrario le guerre civili generano solo violenza.
Stando a Werner, nell'età di Ludovico si assisterebbe a due fenomeni significativi: il ripiegamento dei nobili nel monastero (come Guglielmo d'Orange e Valtario nel Chronicon Novalicense) e il cambio della classe dirigente del re, che viene affiancato da persone di sua fiducia, soprattutto provenienti dal territorio visigotico o aquitano. Ludovico crea un regno con una forte impronta moralistica e legittimista e Walther rappresenterebbe il modello perfetto di regnante che si sarebbe opposto a qualsiasi forma di usurpazione. Il poema quindi sarebbe stato scritto in ambiente aquitano e si scaglierebbe contro Carlo il Calvo (che ha usurpato il posto di Pipino II in Aquitania). Werner pensa che un possibile autore possa essere Ermoldo Nigello, costretto all'esilio a Strasburgo nel 824-828, autore del Carmen elegiacum in honorem Hludovici.
Tuttavia, la tesi di Werner ha tre punti deboli che non spiegano l'originalità del Waltharius. In primo luogo, Walther viene sopravvalutato: per quanto migliore fra i tre eroi che combattono, è comunque ferito anche lui e lo scambio di battute finali con Hagen ne evidenzia la diminutio socialis in ambito privato e pubblico. In secondo luogo, Werner non tiene conto del fatto che Carlo il Calvo non ha preso il potere con la forza, ma gli è stata assegnata l'Aquitania dal padre Ludovico in tenera età, regnante ancora Pipino II, nipote di Ludovico. In ultima istanza, Werner non giustifica il cambio di nazionalità di Gunther (da burgundo nelle saghe germaniche a franco nel Waltharius). Per assurdo, l'unico merito che bisogna riconoscere a Gunther è quello di non essere un usurpatore perché sale al potere non appena muore Gibicone. Ammettere che Carlo il Calvo sia Gunther nella finzione letteraria non è fondato.

### La tesi di D'Angelo
Edoardo D'Angelo rilegge il Waltharius alla luce di un'interpretazione biblica. La chiave di volta per l'interpretazione dell'opera è il sogno di Hagen che rimanderebbe al contesto storico delle guerre di successione dopo la morte di Ludovico il Pio, avvenuta nel 840: le mutilazioni di Gunther, Hagen e Walther corrisponderebbero alla spartizione del regno di Ludovico fra i suoi figli (a Lotario la regione centrale, a Ludovico il Germanico la parte orientale, a Carlo il Calvo la parte occidentale).
La problematica politica presente nel Waltharius sarebbe quella della necessità dell'unità della monarchia. Se l'anonimo poeta vuole prendere le distanze dalla situazione fratricida e litigiosa che dilania il regno di Ludovico, bisogna ammettere l'840 come terminus post quem per la composizione del Waltharius.

#### Il sogno di Hagen
D'Angelo interpreta il sogno di Hagen come una profezia della successione del potere monarchico, sulla scia del sogno di Daniele. Secondo D'Angelo, l'identificazione della seconda bestia è un rimando evidente all'orso nel sogno di Hagen.
I temi del sogno, della caccia e degli animali selvatici in D'Angelo assumono una chiave di lettura psicanalitica, come se Walther mostrasse il suo Es bestiale, represso e disumanizzante in battaglia, e un Super-Io vincolato alla norma cristiana dopo gli scontri e nei confronti con Hagen e Hitgunt. Tale metamorfosi di Walther sarebbe innescata dall'allontanamento dal consorzio civile dopo la fuga dalla Pannonia, dopo essere diventato un cacciatore in simbiosi con la natura. Il sogno, e la sua realizzazione, rappresentano dunque la trasformazione definitiva di Walther in qualcosa di disumano.

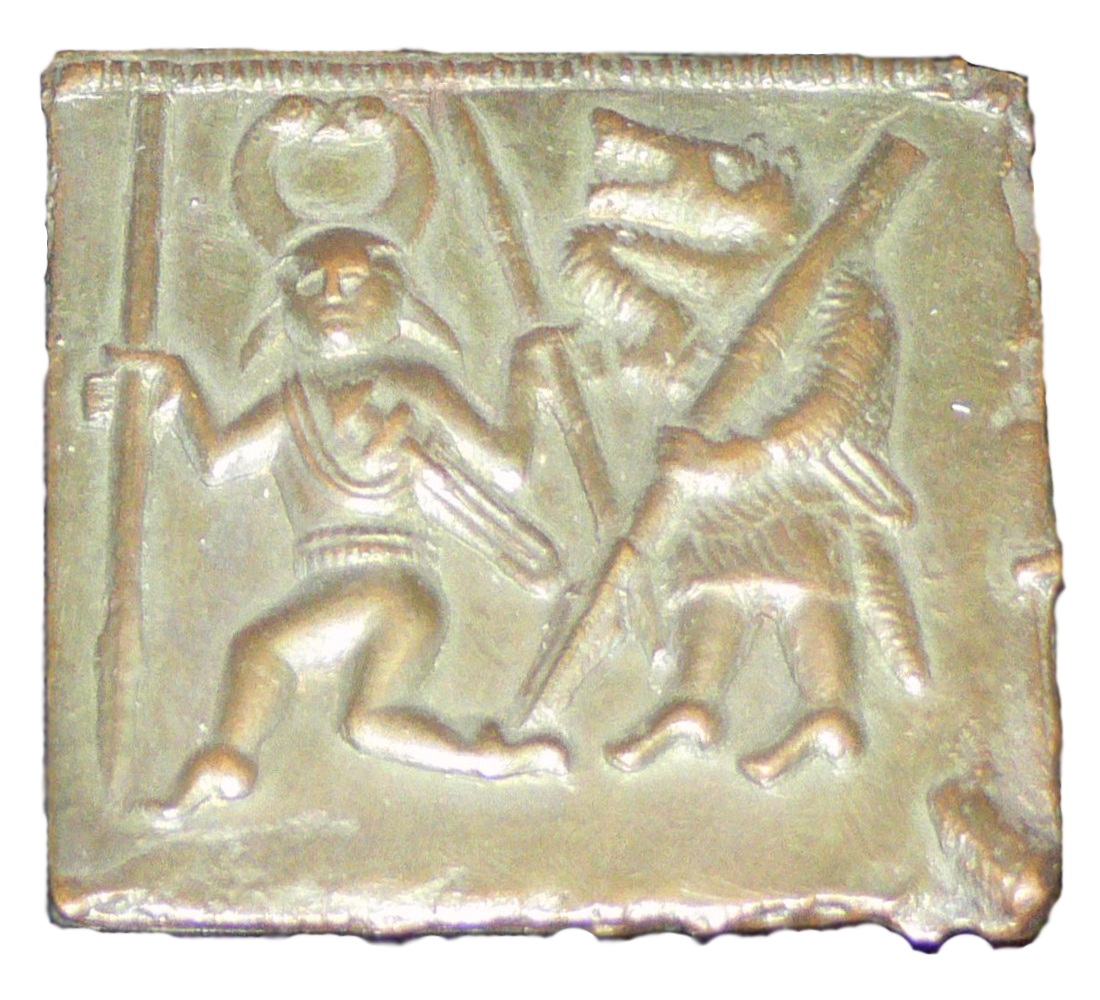
Tavoletta di bronzo raffigurante un Berserkr (a sinistra) e un Ulfedhnar (a destra), della seconda metà del secolo VI, rinvenuta sull'isola di Öland

Di là dall'interpretazione psicanalitica, l'orso era un animale emblema della classe guerriera germanica ed era anche l'animale più pericoloso e dotato di maggiore forza fisica. Nelle popolazioni germaniche, il termine bear indica letteralmente “quello bruno” perché l'orso era l'animale tabù, talmente pericoloso che non poteva nemmeno essere nominato. Due volte nel Waltharius l'orso è immagine della forza del protagonista: oltre al sogno di Hagen, Walther viene paragonato all'orso anche durante la successione delle battaglie, dove Walther è paragonato all'orso della Numidia.
Nella cultura germanica antica, esistevano degli antichi riti sciamanici in cui venivano assunte sostanze allucinogene naturali e sangue dell'animale-totem. Attraverso la vestizione con le pelli e le allucinazioni generate dalle droghe naturali, il guerriero assorbiva la potenza dell'animale guida. Questi guerrieri erano i Berserkir (“pelli d'orso”) e gli Ulfedhnar (“pelle di lupo”). È possibile che questo elemento folklorico sia entrato nel sostrato della saga.
La descrizione di Walther conserva i tratti del condottiero germanico arcaico, la cui forza è il risultato dell'esercizio diurno che è quasi un dato naturale di quell'etnia. Le caratteristiche sono anche psicologiche, come se l'eroe si calasse nelle parti della bestia che è abituato a cacciare o a contrastare: l'orso era l'unico animale fra quelli conosciuti allora che combatteva in posizione eretta come l'uomo.

### La tesi di Florio
Ruben Florio sostiene di retrodatare il poema all'età carolingia. Secondo lo studioso, il poema rappresenta il recupero della figura eroica classica e germanica dell'eroe, in un contesto trionfalistico e panegiristico della corte di Carlo. Walther è non solo campione della cristianità, ma “novello Enea”, come a giustificare la translatio imperii da Roma ad Aquisgrana. Il poema è quindi la sintesi ideale delle due culture e l'insistito modello virgiliano ha una valenza ideologica molto forte: il Waltharius è il poema dei fasti dell'impero carolingio, modellato sull'impero romano. Il poema ha come bersaglio i sovrani merovingici (identificati Gunther), deboli e illegittimi, mentre Walther è meritevole e degno di regnare più per le proprie virtù che per effettiva discendenza di sangue.
Nulla c'è di trionfalistico nel Waltharius, in realtà: Walther e Hagen subiscono comunque una sconfitta e la guerra viene condannata come generatrice di distruzione dei rapporti. Inoltre, Gunther, per quanto negativo, non è affatto illegittimo visto che sale al trono non appena il padre Gibicone muore. Florio inoltre non giustifica la scelta di Walther come eroe aquitano: se il poema deve essere un'esaltazione dei sovrani carolingi, rimane oscuro il motivo della scelta dell'eroe aquitano. Né spiega la ragione di Gunther come burgundo. In più, i fasti dell'impero romano sembrano più vicini alla percezione di Attila nel poema e non dei protagonisti del poema.

### La tesi di Mora
Francine Mora focalizza l'attenzione sul tesoro unno sottratto da Attila durante le sue conquiste in Europa.
Mora focalizza l'attenzione sulla geografia del Waltharius e sulla collocazione delle battaglie. Vengono citati luoghi come Worms, Metz e i Vosgi che sono stati in passato il cuore pulsante della dinastia carolingia: sono tutti territori dell'Austrasia, luogo di origine, territorio di caccia e di soggiorno dei sovrani carolingi.
Il testo troverebbe la sua origine proprio in quei territori suggeriti dall'opera e avrebbe una forte impronta polemica contro il potere imperiale.

### La tesi di Rio
Alice Rio è una storica medievale del King's College di Londra che ha dimostrato come il Waltharius non sia un caso così isolato come potrebbe suggerire la sua originale composizione. Alice Rio si occupa nello specifico delle ragioni storiche che hanno spinto alla composizione del Waltharius, sullo sfondo delle guerre fratricide fra i figli di Ludovico il Pio e più nello specifico sullo sfondo della battaglia di Fontenoy dell'841. Un tale sfondo storico, osserva la Rio, sarebbe stato urtante per un pubblico di soli monaci, ambiente a cui si fa spesso risalire la genesi del Waltharius: quindi, è evidente che questo poema non sia stato concepito ad ludendum, come scrive Geraldo nel suo prologo, e l'ironia dell'eroe germanico non può essere la chiave di lettura.
Il motore della vicenda è il tradimento di Gunther nei confronti di Attila. Gunther, con il suo gesto, vorrebbe riscattare il torto e l'offesa subita dal padre Gibicone da parte di Attila, ma sbaglia sempre e porta alla rovina sé e chiunque lo accompagni, sia esso amico, come i guerrieri franchi che lo seguono, o nemico, come Walther. Il difetto di leadership di Gunther innesca una serie di eventi che sviluppano la storia: se non fosse stato per la rottura del patto con Attila, Hagen non sarebbe scappato dalla Pannonia, Walther non l'avrebbe seguito e non si sarebbero scontrati sui Vosgi. Ognuno, Gunther in modo più grave, compie un tradimento e si macchia di una colpa.
L'adesione perfetta all'ideale guerriero non c'è: l'eroe ne esce mutilato, ma, allo stesso tempo, nessuno dei tre può essere ritenuto un antieroe. Solo Gunther è il personaggio completamente negativo, caratterizzato da egoismo e codardia, che arriva a supplicare il suo vassallo Hagen pur di salvare il suo onore (anche se ormai perduto da tempo). Una figura di re positivo (salvo, forse, Attila) nel poema non c'è e per di più non si propone una visione alternativa di buona leadership: si tace sul regno di Walther e il poema si chiude in modo molto sbrigativo sul suo regno felice. Walther, per quanto positivo, è comunque un “sovrano mancato” che deve subire una diminutio socialis (pubblica e privata) causata dalla mutilazione alla mano: è solo e non può sostituire un modello di regalità perduta per sempre.

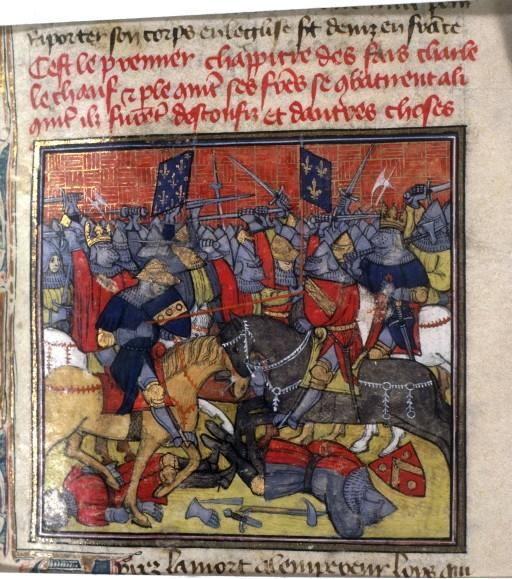
Miniatura del secolo XIV della battaglia di Fontenoy-en-Puisaye

Ogni legame viene infranto, primo fra tutti quello con Attila che, come osservato, non è il nemico, ma al contrario un re buono che ha accolto nella sua reggia i tre ostaggi (Walther, Hagen e Hitgunt) come figli. Quello che più di tutti risente di questi rapporti infranti è Hagen che, secondo Rio, rappresenta magistralmente il dissidio interiore della nobiltà franca di fronte alle guerre fratricide degli anni quaranta del secolo IX. Hagen si trova di fronte alla necessità di ubbidire al suo re, avaro ed egoista, e la volontà di non scontrarsi contro il suo amico Walther, con cui è cresciuto.
Nell'841, Lotario e Pipino II si scontrano contro Carlo il Calvo e Ludovico il Germanico a Fontenoy per contendersi il potere dopo la morte del loro padre Ludovico il Pio. La violenza inaudita generata da questa battaglia farebbe da sfondo alle vicende del Waltharius e Gunther sarebbe la controparte di Lotario, il sovrano avaro, incompetente e non disponibile al compromesso, i cui i territori erano scenario di guerra, così come quelli di Gunther nel Waltharius. Ammettere questa interpretazione, permetterebbe di spiegare la presenza del sassone Ekifrido nelle battaglie, poiché i Sassoni erano divisi fra le diverse fazioni.
L'Aquitania, il territorio più colpito dalle guerre fratricide, deve avere un posto centrale nel poema: forse l'autore doveva essere aquitano o doveva difendere la causa di Carlo il Calvo.
Il Waltharius non è quindi ironico ed è un esempio di poesia politica contemporanea che esprime, come molti altri componimenti contemporanei i dilemmi di una generazione massacrata dalle guerre: una risposta, insomma, ai problemi della contemporaneità.

## L'enigma delWaltharius: la tradizione manoscritta
La tradizione manoscritta del Waltharius si può riassumere come segue, partendo dalle informazioni fornite dall'edizione di Karl Strecker e dallo stemma codicum segnalato da Edoardo D'Angelo.

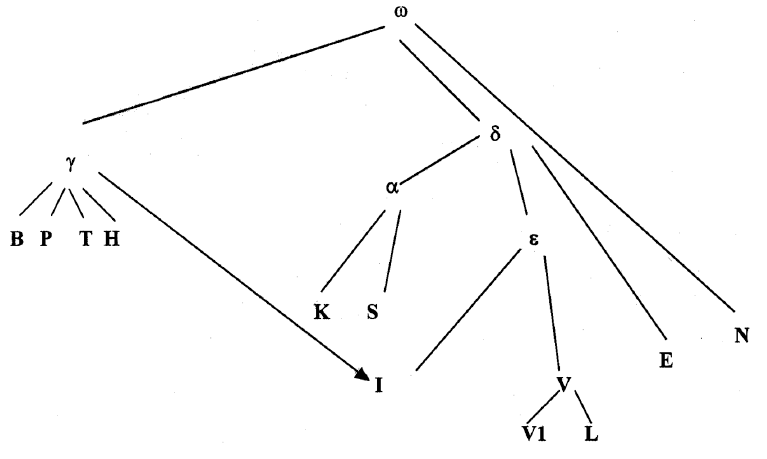
Stemma codicum in Te.Tra. (Mediaeval Latin Texts and their Transmission)

Nello stemma codicum, è segnalata con N la tradizione indiretta contenuta nel Chronicon Novalicense (vv. 93-567), risalente alla prima metà del secolo XI.
Alla famiglia δ appartengono manoscritti della Germania del Sud.
- K = Karlsruhe, Landesbibliothek, Rastatt 24 (sec. XII, forse originario di Hirsau)
- S = Stuttgart, Landesbibliothek, Rheol. et Philos. 8° 41 (sec. XIII, originario di St. Emmeram
- I = Ingolstadt, frammento (sec. XI, originario della Baviera del Sud)[45]
- V = Wien, Österreichische Nationalbibliothek, 289 (sec. XIII, originario della Germania del Sud)
- V1 = Wien, Österreichische Nationalbibliothek, 228, frammento (sec. XV)
- L = Leipzig, Universitätsbibliothek, 1589, frammento (sec. XIII)
- E = Engelberg (13 fogli di pergamena oggi perduti, di cui v'è traccia nell'apparato di Grimm-Schmeller)

Alla famiglia γ appartengono manoscritti della Germania occidentale o nordoccidentale, al confine con l'attuale Francia.
- B = Bruxelles, Bibliothèque Royale, 5383 (sec. XI-XII, originario di Gembloux)
- P = Paris, Bibliothèque nationale de France, lat. 8488A (sec. XI., originario della Francia orientale)
- T = Trier, Stadtbibliothek, 2002 (sec. XV, proveniente da Mettlach)

Questi tre codici, a differenza di quelli della famiglia δ, presentano il prologo di Geraldo.
Alla famiglia γ va aggiunto il cosiddetto frammento di Lorsch (Hamburg, Staats- und Universitätsbibliothek, Cod. 17 in scrin. fragm. 1; in sigla H). La sua datazione è stata lungo discussa. Per lungo tempo, infatti, il frammento di Lorsch è stato datato al secolo X e si è pensato che derivasse da un testo che avrebbe incluso il prologo di Geraldo, come tutti i manoscritti della famiglia γ.

### La tesi di Turcan-Verkerk
Anne-Marie Turcan-Verkerk è una studiosa francese che in uno saggio del 2016 ha introdotto una questione a lungo trascurata e passata in sordina presso gli altri studiosi, cioè lo studio materiale della tradizione manoscritta.
La tesi della Turcan parte dall'analisi del frammento del manoscritto di Lorsch: si tratta di una porzione del bifolio esteriore di un quaternione che contiene alle pagine 1 recto e 1 verso una porzione dell'Epistula 106 di Girolamo e una porzione del Waltharius alle pagine 8 recto (dal verso 316 al verso 339) e 8 verso (dal verso 388 al verso 411), disposti su due colonne di 24 versi. Per lungo tempo lo si è datato nel secolo X.
Turcan ricostruisce i fogli mancanti del fascicolo: dalla sua ricostruzione, si può notare come al foglio 4 verso si sarebbe conclusa dell'epistola di Girolamo e sarebbe iniziato il Waltharius. Considerando che il poema era strutturato su due colonne per pagina da 24 versi ciascuna (dunque 96 versi per foglio, recto e verso), la ricostruzione della Turcan riporta nella seconda metà del foglio 4 verso i primi 27 versi del Waltharius, più un probabile titolo simile a Incipit Waltharii poesis, che avrebbe segnalato l'inizio del poema.
Lo spazio rimanente nella prima metà del foglio, se si ammette di inserire il prologo di Geraldo, non sarebbe stato sufficientemente ampio per poter concludere la lettera senza che i due testi si sovrapponessero. Ne consegue che il manoscritto di Lorsch, pur appartenendo alla famiglia γ, non doveva avere il prologo di Geraldo, comune solo ai manoscritti B, T e P.

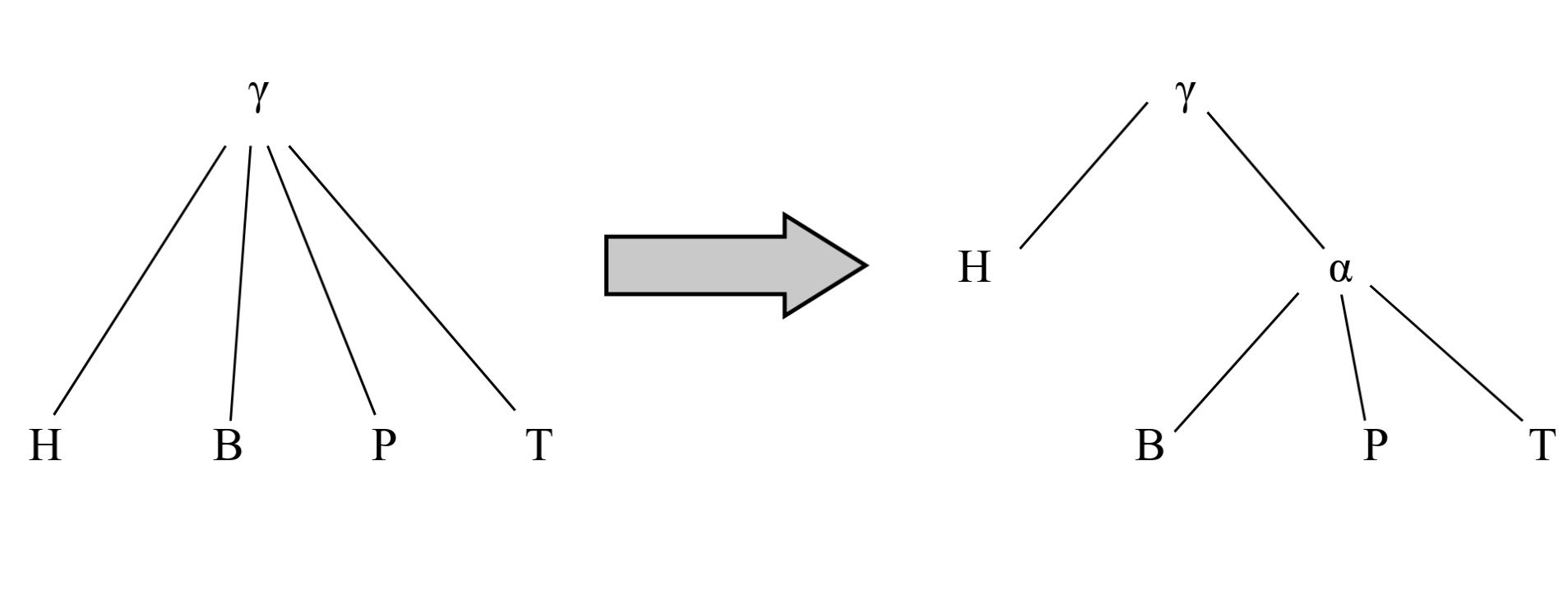
Ricostruzione dei rapporti stemmatici della famiglia γ alla luce dello studio di Anne-Marie Turcan-Verkerk: la necessità di porre un manoscritto interposto α nasce dalla ricostruzione del frammento di Lorsch (H) che rispetto agli altri manoscritti della famiglia era sprovvisto di prologo

La datazione al secolo IX è corroborata da alcune testimonianze indirette presenti in alcuni inventari della regione dei Vosgi. L'area di diffusione originaria doveva essere suggerita già dall'opera, visto che il Waltharius pare essere entrato stabilmente nel canone scolastico: l'opera era citata negli inventari di Toul e Remirmont e il più antico manoscritto proviene da Lorsch. Il Waltharius inoltre era presente a Gembloux e finì nelle mani di Sigiberto di Metz fra il 1050 e il 1070. Pensare all'opera come originaria di San Gallo o dell'Aquitania risulta essere fallace perché il Waltharius è presente negli inventari di importanti monasteri del cuore della dinastia carolingia, nella regione di Metz: il che spiegherebbe la lunga deviazione verso i Vosgi di Walther e Hiltgunt e la citazione di tutte le città citate della zona. Il Waltharius non ha avuto, quindi, diffusione oltre l'arco alpino (fatta eccezione per la sola Novalesa) e oltre i Pirenei (non abbiamo infatti manoscritti iberici): questa “favola politica” era probabilmente indirizzata solo ai regni di Ludovico e Lotario, stando alla provenienza dei testimoni oggi conservati.
L'autore doveva probabilmente essere un personaggio di spicco dell'entourage di Carlo il Calvo e molto erudito, capace di padroneggiare la cultura romanza e la cultura germanica, forse era un monaco letterato: Turcan pensa a Valafrido Strabone come possibile autore, per le citazioni interne e perché molto vicino a Carlo il Calvo. Valafrido polemizzò contro l'avarizia nel De imagine Tetrici, un poema di carattere allegorico organizzato come un dialogo fra il poeta e la sua ispirazione.
Immaginando quindi l'autore vicino all'Aquitania (centro importante, ma non luogo di provenienza del poema), Anne-Marie Turcan-Verkerk propone di identificate Carlo il Calvo con Walther, Lotario con Gunther e Ludovico il Germanico con Hagen che, pur legato da un vincolo familiare a Lotario, si è alleato contro di lui e con il fratellastro durante la battaglia di Fontenoy e fu firmatario con Carlo, contro Lotario, dei giuramenti di Strasburgo, così come nella storia del Waltharius Hagen è suddito di Gunther, ma molto amico di Walther.

## Galleria d'immagini

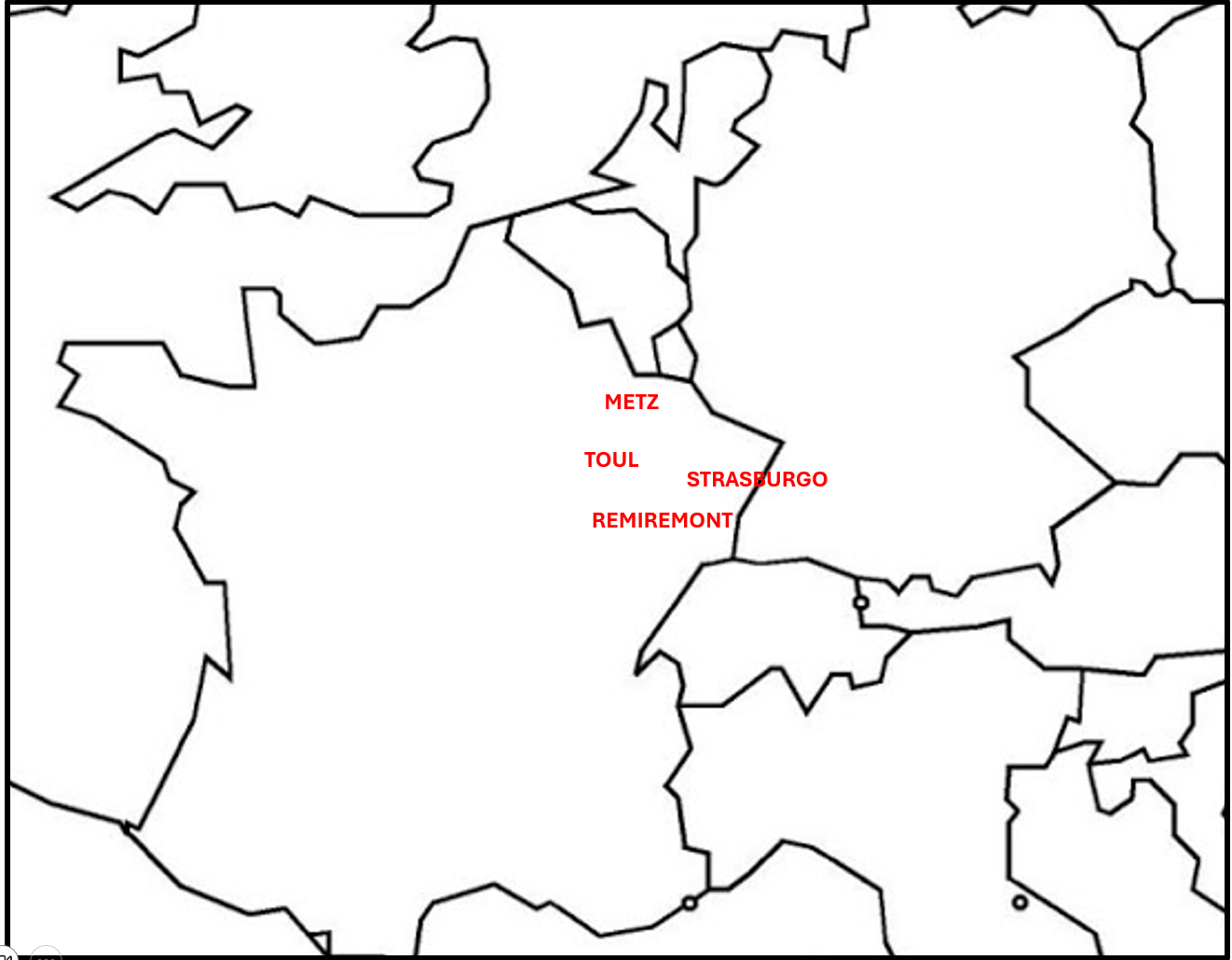
Area di diffusione originaria del Waltharius; in rosso, i centri principali
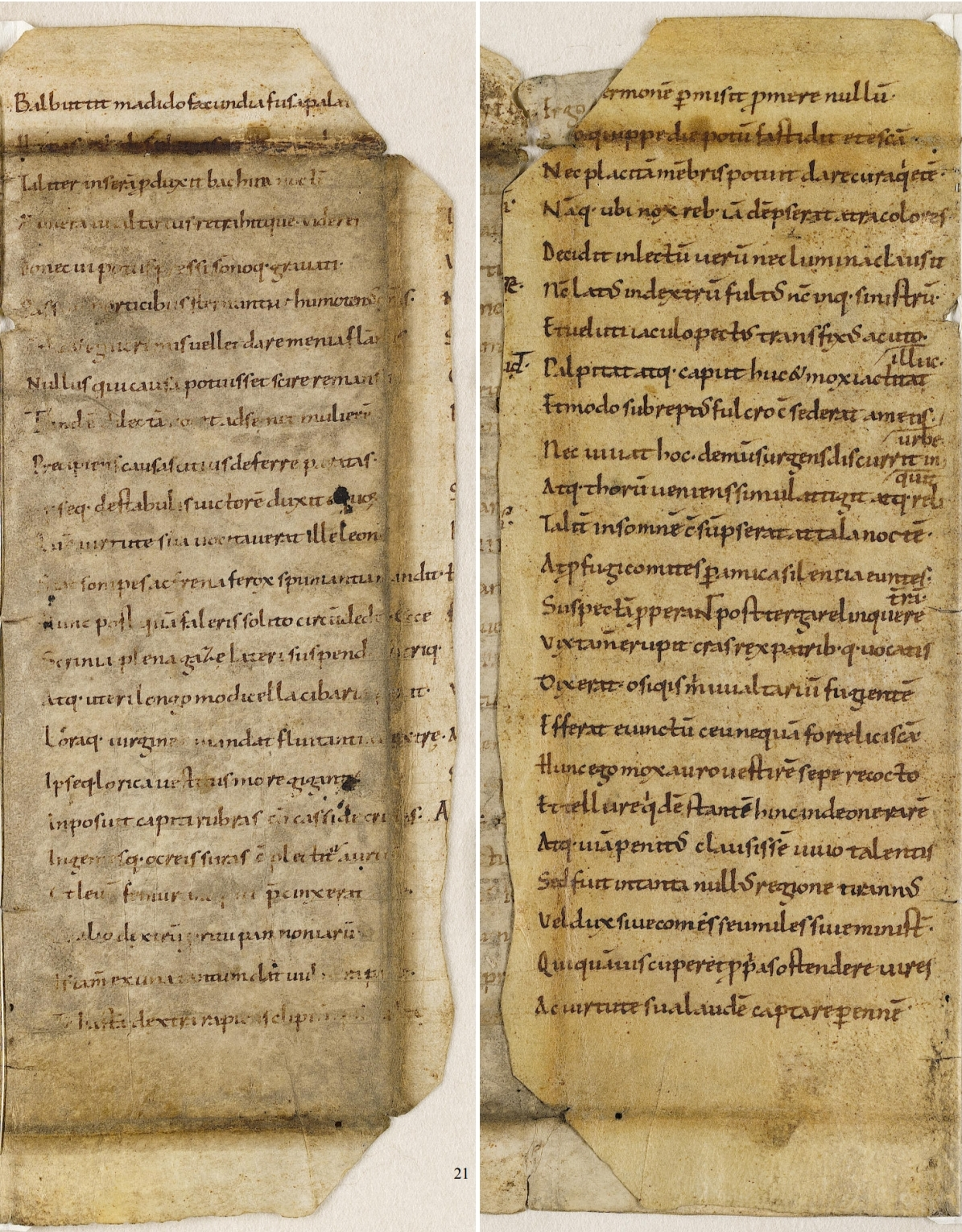
Il frammento manoscritto di Lorsch